# Bombardementet af Hamborg under 2. verdenskrig
Store dele af byen Hamborg blev flere gange udsat for massive bombeangreb af Royal Air Force (RAF) og United States Army Air Forces (USAAF) under anden verdenskrig.
Angrebene i juli 1943 kaldtes Operation Gomorrha. Om aftenen 24. juli smed RAF i løbet af nogle få timer 2.300 tons brandbomber. Kraften svarede til de bomber, Luftwaffe havde smidt over London i sine fem mest ødelæggende angreb. Flere end 1.500 civile tyskere blev dræbt i dette første angreb. RAF mistede kun tolv af de 791 fly, som deltog i angrebet. Det skyldtes et påfund kaldt Window - de britiske fly smed titusindvis af aluminiumsstrimler, når de fløj mod målet. Dette mylder af reflekterede radarsignaler gjorde deres fly usynlige for den tyske radar.
I 1941 beregnede RAF, at det krævede fem tons bomber at tage livet af én tysker. Antal dræbte tyskere svarede omtrent til antallet af omkomne blandt RAFs piloter. Man ændrede derfor taktik og gik bort fra at bombe industrielle mål. RAF gik i stedet over til at bombe storbyer for at ramme arbejderne og deres familier. Asfalten under ildstormen smeltede, og folk, der snublede, hang fast i asfalten. 27. juli 1943 blev 2.326 tons bomber smidt over Hamborg. Temperaturen i den brændende luft var op mod 800˚C. Folk overlevede ved at springe ud i Hamborgs mange kanaler; andre blev kvalt i beskyttelsesrum, fordi brandene udenfor berøvede luften dens ilt. De ti dage, angrebene foregik, kostede omkring 40.000 mennesker livet og drev 900.000 af Hamborgs indbyggere på flugt.
Blandt de overlevende fra ildstormen var Wolf Biermann.